# Dysaphis oreoselini
Dysaphis oreoselini är en insektsart. Dysaphis oreoselini ingår i släktet Dysaphis och familjen långrörsbladlöss. Inga underarter finns listade i Catalogue of Life.